# ГЕС Лудін
ГЕС Лудінг (泸定水电站) — гідроелектростанція у центральній частині Китаю в провінції Сичуань. Знаходячись між ГЕС Huángjīnpíng (вище по течії) та ГЕС Dàgǎngshān, входить до складу каскаду на річці Дадухе, правій притоці Міньцзян (великий лівий доплив Янцзи).
В межах проекту річку перекрили кам'яно-накидною греблею із глиняним ядром висотою 80 метрів, довжиною 527 метрів та шириною по гребеню 12 метрів. Вона утримує водосховище з об'ємом 219,5 млн м3 (під час повені до 240 млн м3) та припустимим коливанням рівня поверхні в операційному режимі між позначками 1375 та 1378 метрів НРМ.  
Розташований на правобережжі за 1,1 км від греблі машинний зал обладнали чотирма турбінами типу Френсіс потужністю по 255,6 МВт (номінальна потужність станції рахується як 920 МВт), котрі використовують напір від 53 до 76 метрів (номінальний напір 64 метри). Вони забезпечують виробництво 3782 млн кВт·год електроенергії на рік, а після завершення розташованих вище станцій каскаду цей показник має становити 3989 млн кВт·год.